# 17921 Альдеобалдія
17921 Альдеобалдія (1999 GC13, 1996 MW1, 1997 WD57, 17921 Aldeobaldia) — астероїд головного поясу, відкритий 15 квітня 1999 року.
Тіссеранів параметр щодо Юпітера — 3,559.